# Čas (časopis)
Čas (ČAS.) byl název časopisu realistické skupiny (Josef Kaizl, Karel Kramář, Tomáš Garrigue Masaryk), který založil roku 1886 Jan Herben.

## Vývoj časopisu

### Založení a přehled vydávání
Čas založil Jan Herben, když se kvůli svému angažování proti tzv. Rukopisům rozešel se svým předchozím zaměstnavatelem, vydavatelem Národních listů Juliem Grégrem. První číslo vyšlo 20. prosince 1886, s periodicitou dvakrát měsíčně.
Svobodu časopisu proti napadání nového periodika regionálním tiskem (Kolínské listy, Kutnohorské listy aj.) i Národními listy Grégrovými bránil profesor Masaryk. Na jejich neurvalý útok rázně odpověděl 5. března 1887 článkem v Času nazvaným „Vlastenecká policie“. Formuloval osm důvodů proti Národním listům a uvedl podstatu toho, proč skutečná česká inteligence „nemůže jít s Grégrovými Národními listy“.
V říjnu 1888 začali „realisté“ jednat s dr. Herbenem o převzetí časopisu, a tak (vzhledem k přátelství) číslo z 5. listopadu 1888 vyšlo nejen pod Herbenovou a Masarykovou redakcí, ale také pod Kaizlovým dohledem.
Od roku 1889 vycházel Čas jako týdeník a v letech 1894–1906 jej Herben vydával sám. Roku 1897 vycházely v Času Herbenovy vzpomínky nazvané „Deset let proti proudu“, mapující také deset let „bojů“ skupiny realistů proti mladočeským liberálům, inspirované a spoluredigované T. G. Masarykem, které byly v roce 1898 vydány knižně. V letech 1901–1915 vycházel jako deník, než byl úředně zastaven. Začátkem „velké války“, jak píše Masaryk ve své Světové revoluci, přinášel Čas velmi čtené články, zejména o bojích, postupu a ústupu Rusů a redakční porady, jichž se účastnil probíhaly denně. Tehdy v Knihovničce Času vycházely i publikace knižní, většinou brožované, nejen v češtině, ale i německy.
Činnost spojená s redakcí Času, zahájení Masarykova odboje a zahraniční akce budily značnou pozornost policie. V listopadu 1914 byl v souvislosti se zprávami, které zde byly otiskovány, zatčen a vyšetřován Cyril Dušek. V období od 28. července do 24. listopadu 1914 byl Čas celkem devětasedmdesátkrát konfiskován. K jeho zastavení došlo 26. srpna 1915. Úlohu časopisu realistů během první světové války převzala Masarykova Naše doba. Opět vycházel v době první republiky 1921–1935.

### Orgán Realistické strany TGM
Po založení Realistické strany (původním názvem České strany lidové) na přelomu března a dubna 1900 a vyhlášení jejího programu (jehož autory byli T. G. Masaryk, František Drtina a profesor práv a ekonomie Josef Gruber) se stal Čas orgánem strany.
V roce 1900 navštívil Masaryk Kladno, kde 5. července přednášel na pozvání studentů a sociálních demokratů o významu mistra Jana Husa. Po schůzi byl za zpěvu dělnických písní doprovozen účastníky přednášky až k nádraží. Čas (deníkem se stal Čas až v září 1900) informoval 8. července takto: „O významu Mistra Jana Husa přednášel dne 5. července na Kladně ve schůzi svolané studenty kladenskými s politickým spolkem sociálnědemokratickým prof. dr. T. G. Masaryk. Schůze byla velmi četně navštívena, zejména dělníky a jejich ženami. Do slavnostního večera nezapadl ani jediný rušivý hlas. Účastníci schůze okázalým průvodem prof. Masaryka doprovodili k nádraží, zpívajíce dělnické písně.“
V Času začal publikovat například básník Petr Bezruč nebo autor Broučků, evangelický farář Jan Karafiát.  Na přelomu století psal do Času na přímou výzvu Jana Herbena Masarykův student na pražské filosofické fakultě Milan Rastislav Štefánik. Od roku 1902 působil v redakci Času Arnošt Heinrich, od roku 1904 redaktor brněnských Lidových novin a pozdější člen Masarykovy odbojové organizace Maffie. Odpovědným redaktorem listu byl v té době Masarykovi blízký další pozdější „mafián“ Cyril Dušek. V roce 1913 začal v Času novinářskou kariéru Ferdinand Peroutka.

### Bezruč a Karafiát vČasu
Jan Herben dostal v polovině ledna 1899 poštovní zásilku od tehdy zcela neznámého autora, jímž byl Petr Bezruč. Žádal o vytištění tří básní, které se šéfredaktorovi Času líbily, a připravil jejich otištění: „Den Palackého“, „Škaredý zjev“, „Jen jedenkrát“. (Vyšla pouze třetí báseň, první dvě zakázal cenzor.) Z dlouhodobé korespondence obou pánů vzešlo publikování více než třiceti básní, které Čas souhrnně vydal v roce 1903 pod názvem Slezské číslo jako svou literární přílohu s názvem „Knihovnička »Času«“ (č. 35). Básně jsou součástí jediné Bezručovy básnické sbírky, později označované pod souhrnným názvem "Slezské písně" a takto rovněž vydávané.
Jan Karafiát vydal v době svého působení ve Velké Lhotě roku 1876 knihu Broučci, anonymně a vlastním nákladem. Po letech se dostala do rukou Jana Herbena, který ji půjčil mladému redaktorovi Času Gustavu Jarošovi, který roku 1893 napsal do Času článek začínající slovy: „Uznávám za potřebné promluviti o dětské knížce, jejíž spisovatel nadto není znám, která je již 17 let na světě a možno říci ze světa. Básníka jejího lze s rozvahou nazvati českým Andersenem.“ Díky Času se z neznámé knihy stalo žádané zboží a následovalo několik vydání za sebou, ale teprve v desátém vydání v roce 1912 byla knížka vydána s plným jménem autora.

### Masaryk vmeziválečnémČasu
Po sporu o Těšínsko začal roku 1920 ministr Beneš jednat s Poláky, a tím vzbudil nevoli národní demokracie. Předseda Kramář měl roku 1922 pět přednášek o zahraniční politice, v nichž také nařkl Beneše, že politice nerozumí. Prezident Masaryk mu pádně odpověděl dvanácti novinovými příspěvky podepsanými různými šiframi, neboť mu ústava ukládala maximální zdrženlivost v kritice žijících politiků. Autora, prezidenta Masaryka, identifikoval historik Jaroslav Werstadt, ale u jednoho velmi rozsáhlého článku, který vzbudil největší rozruch, si nebyl jist. Článek podepsaný iniciálou „T.“ vyšel v meziválečném Času 3. listopadu 1923 s titulkem „Prodaná nevěsta bez Jeníka“.
Pisatel reagoval na Kramářův článek otištěný v Národních listech v den pátého výročí vzniku republiky. Kramář v něm preferoval domácí odboj a o zahraničním se nerozepsal. Proto ten pisatelův vtipný název článku a následující odstavec: „Jubilejní článek se obešel bez jména prezidenta Masaryka. Dr. Kramář chce provozovat »Prodanou nevěstu« bez Jeníka. Úmysl píchá do očí. Bez Vaška by to snad šlo, bez Jeníka je hra nemožná.“ Taktéž úmysl pisatele „T.“ píchá do očí: Masaryka přirovnává k Jeníkovi a koho obsadil do role Vaška, si lze domyslet. Vtipný článek v Času je velmi dlouhý; věta ze závěru: „Pohříchu 28. října dr. Kramář zahrál na starý kolovrátek. V tom právě vidíme tu dvojakost strany – dr. Kramář překáží!“ Pisatel neříká, že překáží jemu, pouze konstatuje, že Kramář poškozuje svou stranu, její tiskový orgán i její žádoucí spolupráci s ostatními demokratickými proudy v zemi, což se záhy ukázalo jako pravdivé. Po patnácti letech, v roce 1938 se spisovatel Ivan Herben pokusil doložit, že autorem byl jeho otec Jan Herben, ale nepřesvědčil ani prezidentova syna Jana Masaryka.
V září roku 1920 vyšly v časopisu Čas příspěvky s názvem „Naše otázky a bolševické Rusko“, které pisatel podepsal pseudonymem „Československý legionář“. Avšak skutečnost, že se za tímto pseudonymem skrýval T. G. Masaryk, byla veřejným tajemstvím.

## Obnovený Čas
V roce 1993 byl Čas obnoven. Jako občasník Masarykova demokratického hnutí vychází 4krát až 6krát ročně (ISSN 1210-1648). Předsedy redakčního kruhu obnoveného Času byli dr. Zdeněk Koňák (1993–1994), doc. Jaromír Hořec (1995–2004), Miroslav Sígl (2005–2006) a doc. Vratislav Preclík (2006–2011), který je od roku 2011 předsedou nově zřízené redakční rady, zabývající se zejména legionářskou i sokolskou problematikou ve vztahu k T. G. Masarykovi a lidem kolem něho, i místům jeho působení. A také ranou historií časopisu ČAS. Zavedl rovněž rubriku „hledání mostů přes řeku času, právě před sto lety“. V ní kriticky mapuje události První republiky. A vyjadřuje se také k současnému dění.  Publikoval také řadu příspěvků o prvním českém prezidentovi.
Od roku 2011 přispívá odbornými články prof. Josef Dolista, který se zaměřuje na Masarykův filozofický koncept a je členem redakční rady i voleným členem předsednictva Masarykova demokratického hnutí. Postihuje rovněž aktuální problémy. Jako v roce 2021 (na VI. sněmu MDH v Praze 1, 10. září) nově zvolený předseda MDH píše do Času také pravidelné úvodníky („Slovo předsedy“).
Od roku 2008 jsou v Času také zveřejňovány vybrané vítězné práce studentů a žáků účastnících se celostátní soutěže „Masaryk do škol“ (TGM – život, dílo a odkaz pro současnost i budoucnost).